# شحنة (لقب)

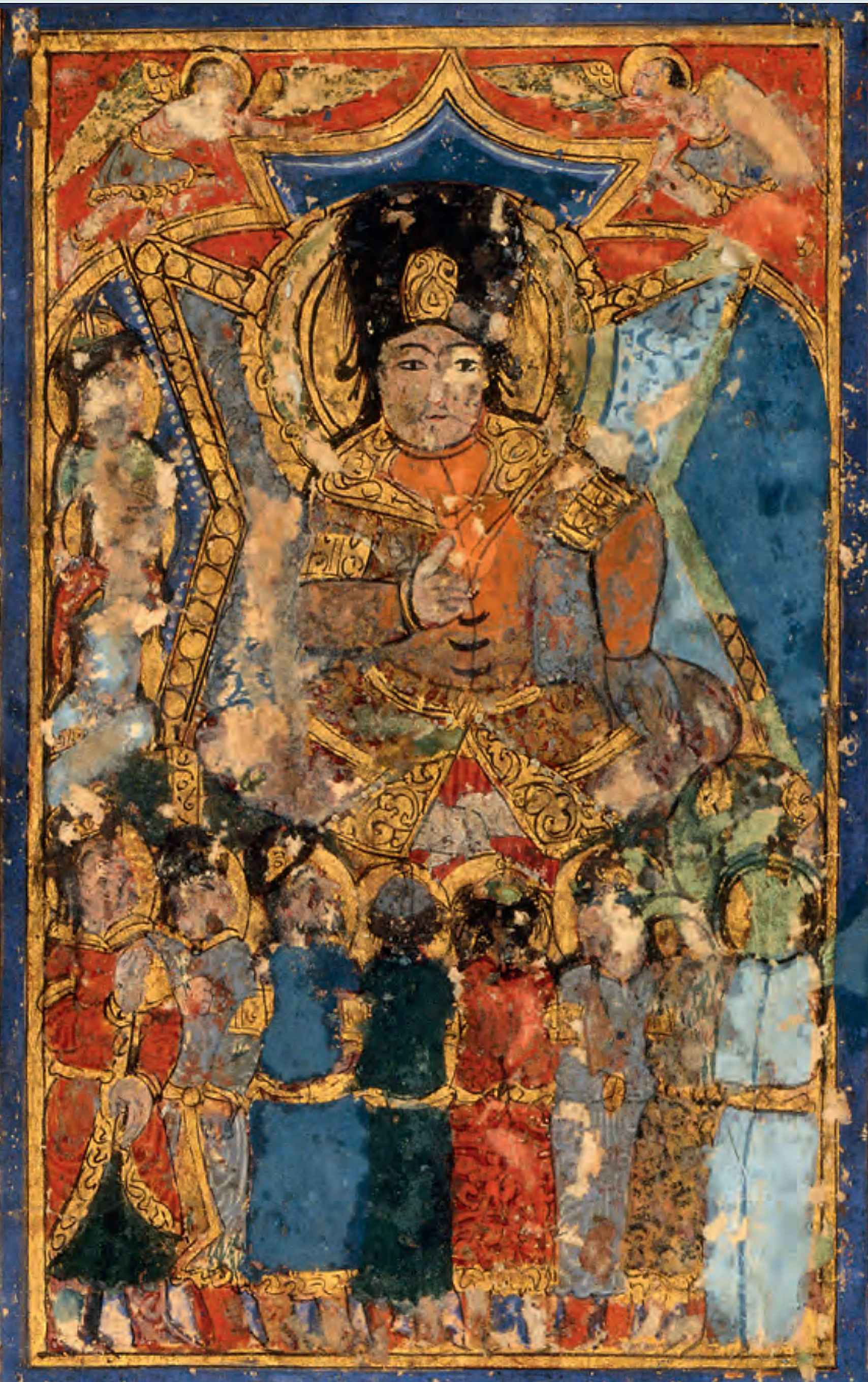
حاكم باللباس العسكري التركي: ضفائر طويلة، قبعة فرو شربوش، حذاء طويل، معطف ضيق. مقامات للحريري البصري (1054–1122)، أحد كبار المسؤولين الحكوميين للسلاجقة. بلاد الرافدين، نسخة 1237.

شِحنة كان مصطلحًا إسلاميًا في العصور الوسطى يعني تقريبًا "المسؤول العسكري". وقد استخدم هذا المصطلح بشكل خاص لممثل الأتراك السلاجقة في العراق، الذي مارس سلطة السلاجقة على الخليفة العباسي. حكم السلاجقة أنفسهم إمبراطوريتهم، التي شملت معظم جنوب غرب آسيا في القرن الحادي عشر وما بعده، من إيران في أصفهان.